# Římskokatolická farnost Jevišovice
Římskokatolická farnost Jevišovice je územní společenství římských katolíků s farním kostelem svatého Josefa ve vranovském děkanství.

## Historie farnosti
První zmínka o Jevišovicích pochází z roku 1289. Farní kostel svatého Josefa byl postaven roku 1830.Během 18. a 19. století vzešlo z farnosti pět kněží. 

## Duchovní správci
Seznam duchovních správců v Jevišovicích je znám od roku 1641.Od 1. října 2008 byl farářem R. D. ICLic. Mgr. Jiří Ochman, který zde od září 2004 působil jako administrátor. Ten se stal od 1. srpna 2016 farářem v Pavlicích a ve farnosti Jevišovice působí nyní jako administrátor excurrendo.

## Bohoslužby
| Kostel         | Místo      | Bohoslužba (den) | Hodina | Poznámka     |
| -------------- | ---------- | ---------------- | ------ | ------------ |
| svatého Josefa | Jevišovice | neděle           | 8.00   | farní kostel |

## Aktivity ve farnosti
Dnem vzájemných modliteb farností za bohoslovce a bohoslovců za farnosti brněnské diecéze je 30. září. Adorační den připadá na 20. srpna.
Farnost se účastní akce Tříkrálová sbírka, v roce 2015 se při ní vybralo v Bojanovicích 3 883 korun, v Černíně 6 725 korun, v Jevišovicích 17 314 korun a ve Střelicích 4 888 korun. V roce 2017 činil její výtěžek v Jevišovicích 19 308 korun.